# Мордовия
Мордо́вия (мокш. и эрз. Мордовиясь), или Респу́блика Мордо́вия (мокш. и эрз. Мордовия Республикась), — субъект Российской Федерации, республика в её составе. Входит в Приволжский федеральный округ, является частью Волго-Вятского экономического района.
Площадь 26 128 км². Население составляет 765 891 человек. Столица — город Саранск.
Государственные языки: русский и мордовские (эрзянский и мокшанский) языки.
Часовая зона МСК, смещение относительно UTC составляет +3:00.  Разделена на 22 муниципальных района и 1 городской округ. Глава Республики Мордовия Артём Алексеевич Здунов (с 2021). Председатель Правительства Дмитрий Александрович Поздняков (с 2023), Председатель Государственного Собрания Республики Владимир Васильевич Чибиркин (с 2011).
Образована 16 июля 1928 года как Мордовский округ из уездов Тамбовской, Нижегородской, Пензенской и Симбирской губерний со значительной долей мокшанского и эрзянского населения. 10 января 1930 года округ был преобразован в Мордовскую автономную область. Республика с 1934 года.

## Физико-географическая характеристика

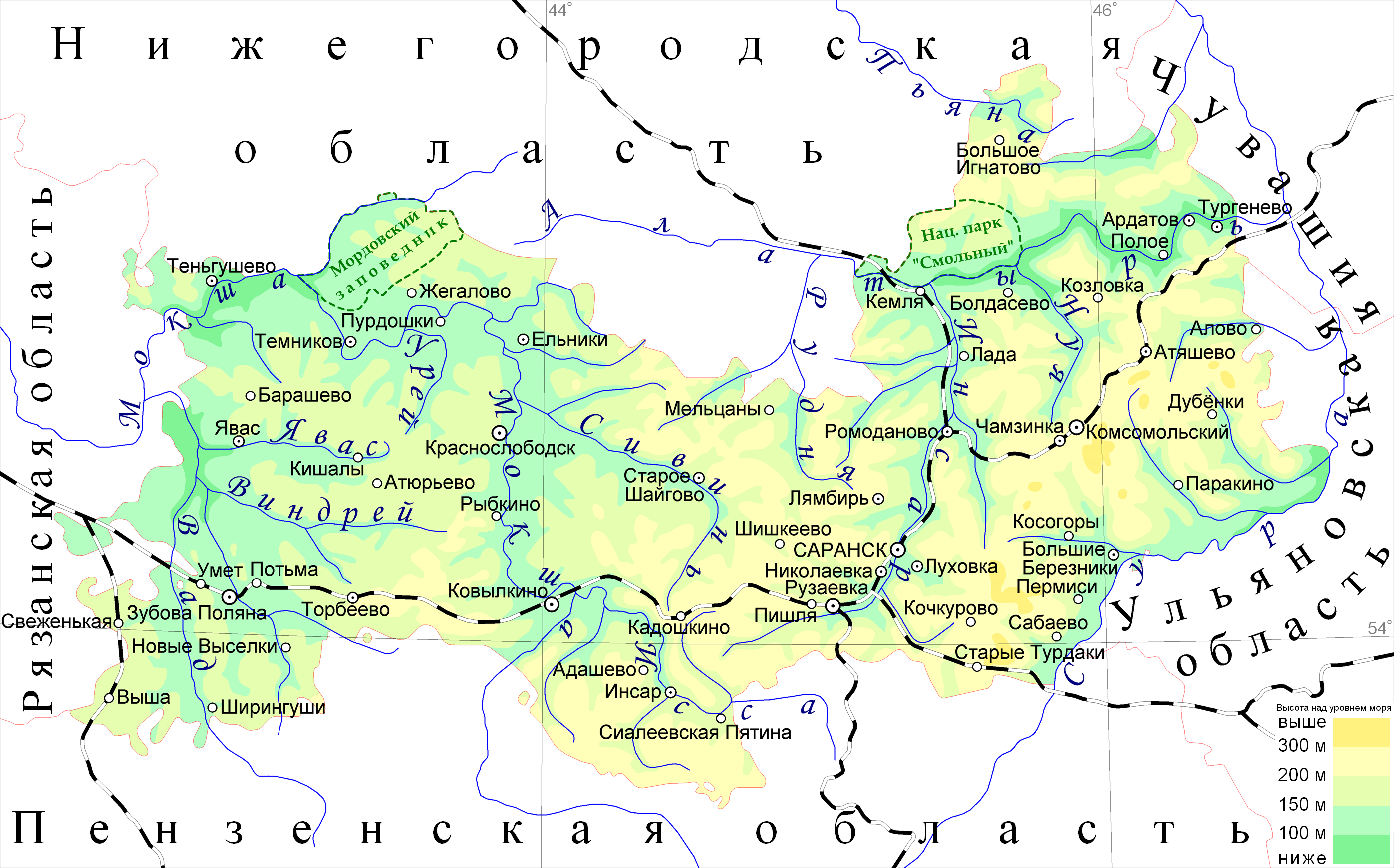
карта Мордовии

### География
Республика располагается на восточной части Восточно-Европейской равнины, примерно посередине между Москвой и Волгой, и географически её территорию можно условно разделить на две части: западная часть расположена на Окско-Донской равнине, центральная и восточная части — на Приволжской возвышенности. Протяженность с запада на восток - 295 км. С севера на юг - 172 км. Наивысшая точка Мордовии — 337 м, расположена в Чамзинском районе.
На севере граничит с Нижегородской областью, на северо-востоке — с Чувашией, на востоке — с Ульяновской областью, на юге — с Пензенской областью, на западе — с Рязанской областью. Несмотря на то, что западные районы Мордовии исторически относились к Тамбовщине, с современной Тамбовской областью республика не имеет общей границы.
Республика Мордовия является ближайшей к Москве российской республикой: расстояние по автодороге от МКАД до западной границы Мордовии — 410 км, а по прямой — 318 км. Тем не менее, административно Мордовия относится не к Центральному, а к Приволжскому федеральному округу.

### Климат

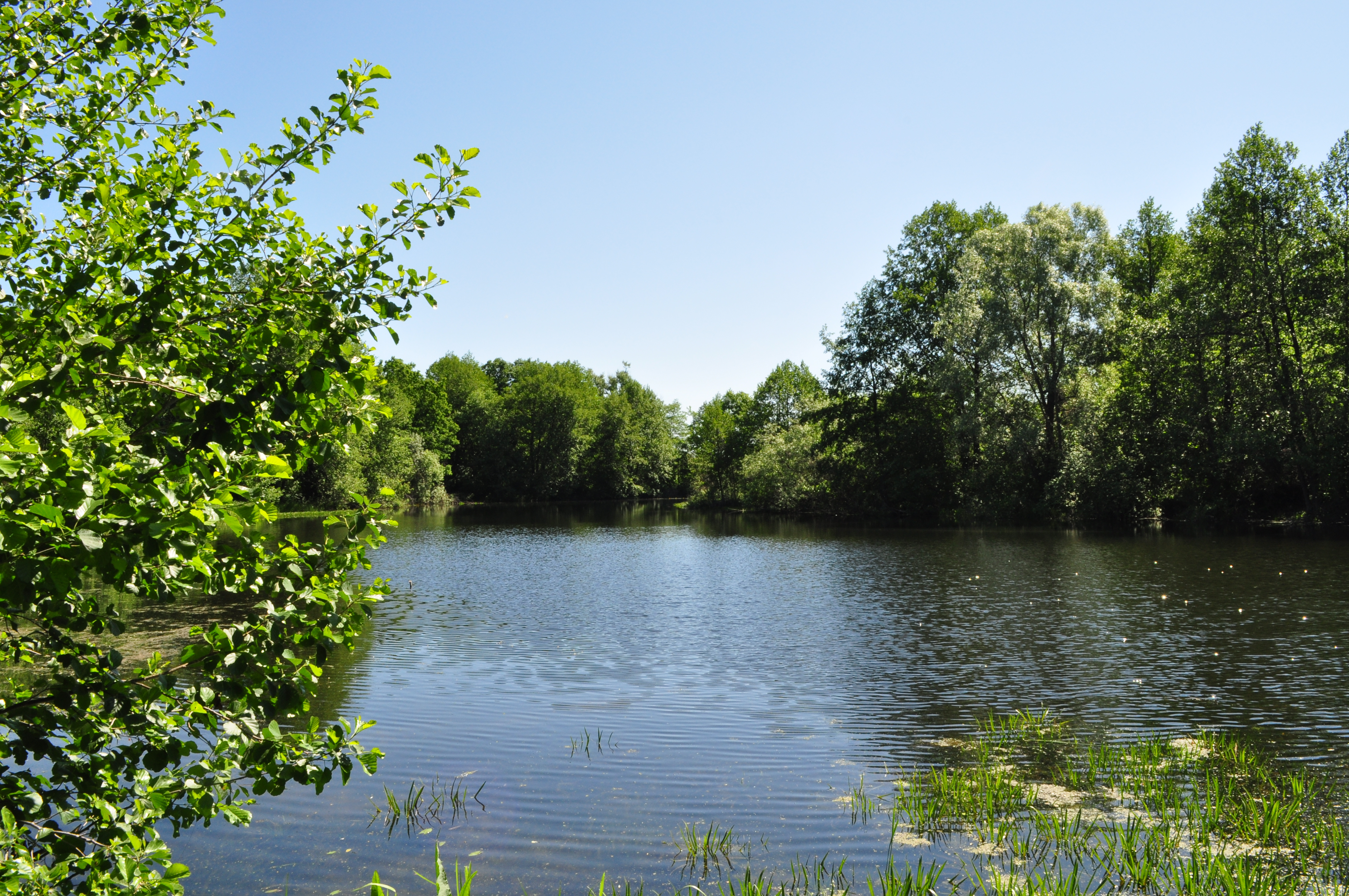
Озеро Чевань эрьке

Климат на территории республики умеренно континентальный (по Алисову), умеренно континентальный влажный с тёплым летом, Dfb по Кеппену. Средняя температура января около −9°С,  абсолютные минимумы достигают -42... -44°С. Средняя температура июля +20... +21 °C, абсолютные максимумы +39... +41°С. Из-за отсутствия рельефных препятствий, территория Мордовии открыта как северным, так и южным воздушным массам. Среднегодовое количество осадков 460-520 мм .

### Гидрография
Гидрографически территория Мордовии также делится на две части: западная (53 % площади республики) относится к бассейну Мокши, восточная (47 %) — к бассейну Суры. Общее количество рек, протекающих по территории республики (с учётом очень малых рек), — 1525, из них лишь 10 рек имеют длину более 100 км: это Сура и её притоки Алатырь, Инсар, Пьяна, а также Мокша с притоками Сивинь, Исса, Вад, Парца (приток Вада) и Выша (приток Цны).
В Мордовии насчитывается несколько тысяч озёр, прудов и водохранилищ. Всего акватория составляет 21 000 га, под болотами находится 14 500 га территории. Большинство озёр расположены в долинах рек и имеют водно-эрозионное происхождение (старицы рек). Крупнейшие из них — Вячкишево (близ Темникова) и Инерка. Карстовых озёр немного, наиболее крупные из них — Пиявское и Ендовище.

### Флора и фауна
Западная часть Мордовии расположена в зоне хвойно-широколиственных и широколиственных лесов, в центральных и восточных районах преобладают кустарниковые и луговые степи. Растительный мир насчитывает более 1230 видов сосудистых растений
из 495 родов и 109 семейств. Из них 4 вида плаунов, 8 — хвощей, 18 — папоротникообразных, 3 — голосеменных, остальные — цветковые растения. Преобладают травянистые растения, число видов деревьев и кустарников невелико. Лесистость республики составляет 26% и варьируется от 4% в Ромодановском районе до 63% в Зубово-Полянском Основные лесообразующие породы: берёза (30.8%), сосна (27.9%), дуб (12.5%), осина (11.9%)
В Мордовии зарегистрировано 63 вида млекопитающих (из них 35 редких), 267 видов птиц (70 редких), в водоёмах республики обитает 44 вида рыб. Очень богат мир насекомых (более 1000 видов), а вот разнообразие рептилий и амфибий невелико. Животный мир состоит из представителей лесной фауны (лось, кабан, рысь, куница, заяц-беляк, глухарь, рябчик, дятлы, дрозды, синицы) и, в меньшей степени, степной фауны (крапчатый суслик, степная пеструшка, слепыш обыкновенный, большой тушканчик).
На территории республики созданы две особо охраняемые природные территории федерального значения: Мордовский государственный заповедник имени П. Г. Смидовича и Смольный национальный парк. Имеются также заказники и памятники природы регионального значения.

### Часовой пояс
Республика Мордовия находится в часовой зоне, обозначаемой по международному стандарту как Moscow Time Zone (MSK). Смещение относительно UTC составляет +3:00. Время в республике соответствует географическому поясному времени.

## История
Мордовский народ имел свою государственность до второй половины XVII века. В трудах западноевропейских историков XIII века сказано о двух мордовских князьях. Русские летописи содержат упоминания о «Мордве Пургасовой», или «Пургасовой волости», в междуречье Теши и Марши, как о землях, населённых возможно финно-угорскими племенами мордва.
В 1920-е годы, после окончания Гражданской войны начал решаться вопрос об образовании национальных автономий народов, поддержавших новую власть и принявших активное участие в гражданской войне на стороне большевиков, как дань за оказанные услуги в подавлении противников большевизма. В это время появилась проблема выделения территории с преобладающим количеством мордовского населения. К 1920 году мордва проживала на территории 25 губерний. С 1925 по 1928 годы на территории Пензенской, Нижегородской, Саратовской и Ульяновской губерний было образовано более 30 мордовских волостей.

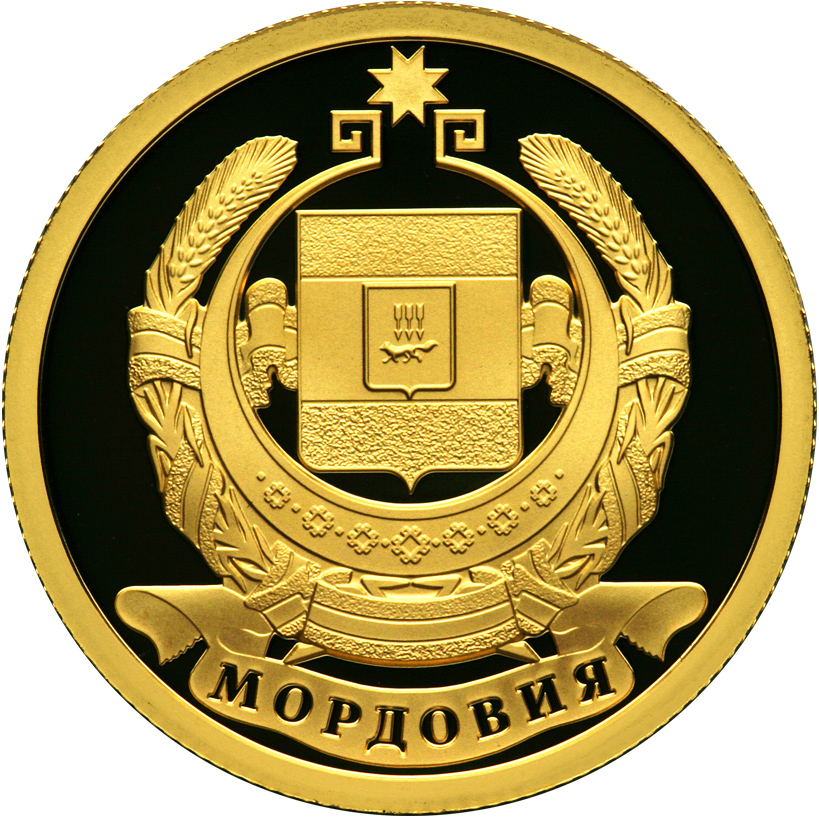
Памятная монета Банка России

Следующий этап оформления государственности мордвы связан с делением Среднего Поволжья на районы и образованием в 1928 году в составе Средне-Волжской области Мордовского округа (с центром в Саранске). В округ были включены уезды и волости с мордовским населением, ранее входившие в губернии — Нижегородскую, Тамбовскую, Пензенскую и Симбирскую.
В 1930 году Мордовский округ был преобразован в Мордовскую автономную область. Для увеличения в ней численности мордвы некоторые административные единицы с русским населением из бывшего Мордовского округа передавались соседним территориям и, наоборот, Мордовской автономной области передали южные территории Нижегородского края, густонаселённые мордвой. Интересно, что изначально столицей Мордовии хотели сделать старейший город республики — Темников, но ввиду отсутствия там железной дороги выбор окончательно пал на Саранск.
20 декабря 1934 года Постановлением Президиума ВЦИК была создана Мордовская Автономная Советская Социалистическая Республика. Также в 1934 году в составе Средне-Волжского края были созданы четыре национальных района. В 1936 году Мордовская АССР была выделена из Средне-Волжского края и включена в состав РСФСР на правах автономной республики.
В советское время регион был неоднократно отмечен наградами: дважды — орденом Ленина (11 декабря 1965 года и 10 июля 1985 года, за успехи, достигнутые трудящимися МАССР в хозяйственном и культурном строительстве, и в связи с 500-летием вхождения мордовского народа в состав Российского государства), орденом Октябрьской Революции (9 января 1980 года) и орденом Дружбы Народов (29 декабря 1972 года).
В 1990 году Верховный Совет Мордовской АССР принял Декларацию о государственном статусе Мордовской республики, согласно которой Мордовская АССР была преобразована в Мордовскую Советскую Социалистическую Республику. 25 декабря 1993 года в соответствии с Конституцией РФ МССР стала называться Республикой Мордовия.
30 марта 1995 года Государственным Собранием (парламентом) Мордовии были утверждены новые герб и флаг республики. 21 сентября 1995 Конституционным Собранием Республики Мордовии были принята действующая конституция.

## Население

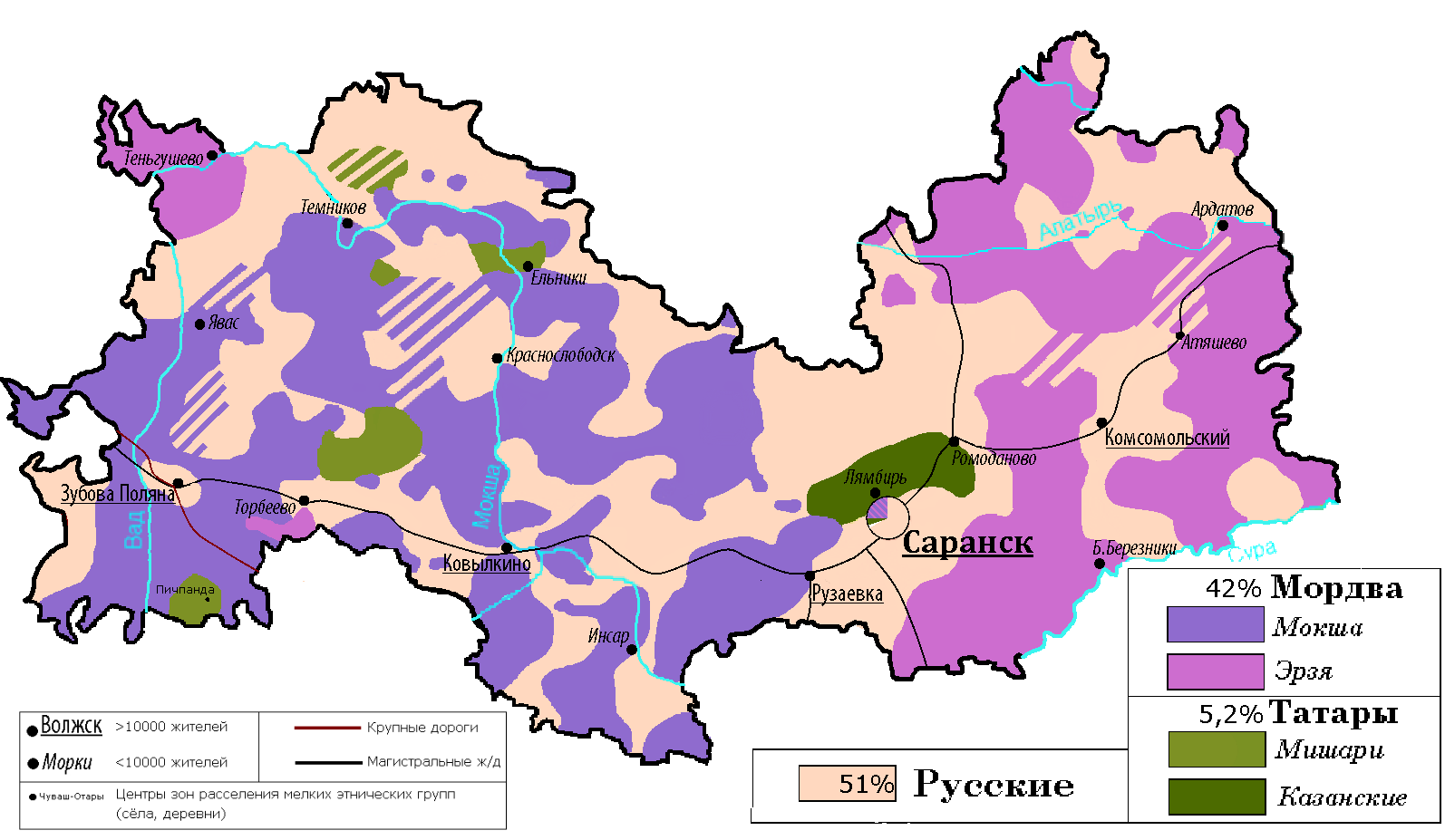
Этническая карта Мордовии

Численность населения республики, по данным Росстата, составляет 758 895 чел. (2025). Плотность населения — 29,05 чел./км2 (2025). Городское население — 
65,32 % (2022).

### Национальный состав
| Народ                 | 2010 год         |
| --------------------- | ---------------- |
| Русские               | 443 737 (53,4 %) |
| Мордва (мокша + эрзя) | 333 112 (40,0 %) |
| Татары                | 43 392 (5,2 %)   |

Районы компактного проживания мордовских этносов расположены по географическому принципу: мокшане проживают в основном в центре и на западе республики, эрзяне — в восточной части. Примерно около 3-4 % населения республики составляют заключённые, отбывающие наказание в республике, но проживающие в других регионах Европейской и даже Азиатской части России, а также за пределами РФ. Мордовии принадлежит первое место в РФ по концентрации исправительно-трудовых учреждений, там их более 30. Для сравнения в Санкт-Петербурге с населением 5,2 млн находится 4 действующих СиЗО и 6 исправительно-трудовых колоний. В соседней Ленинградской области с населением 1,8 млн находится 2 СиЗО и 4 ИТК.

## Административное деление
Столица Республики Мордовия — Саранск.

Административное деление Мордовии

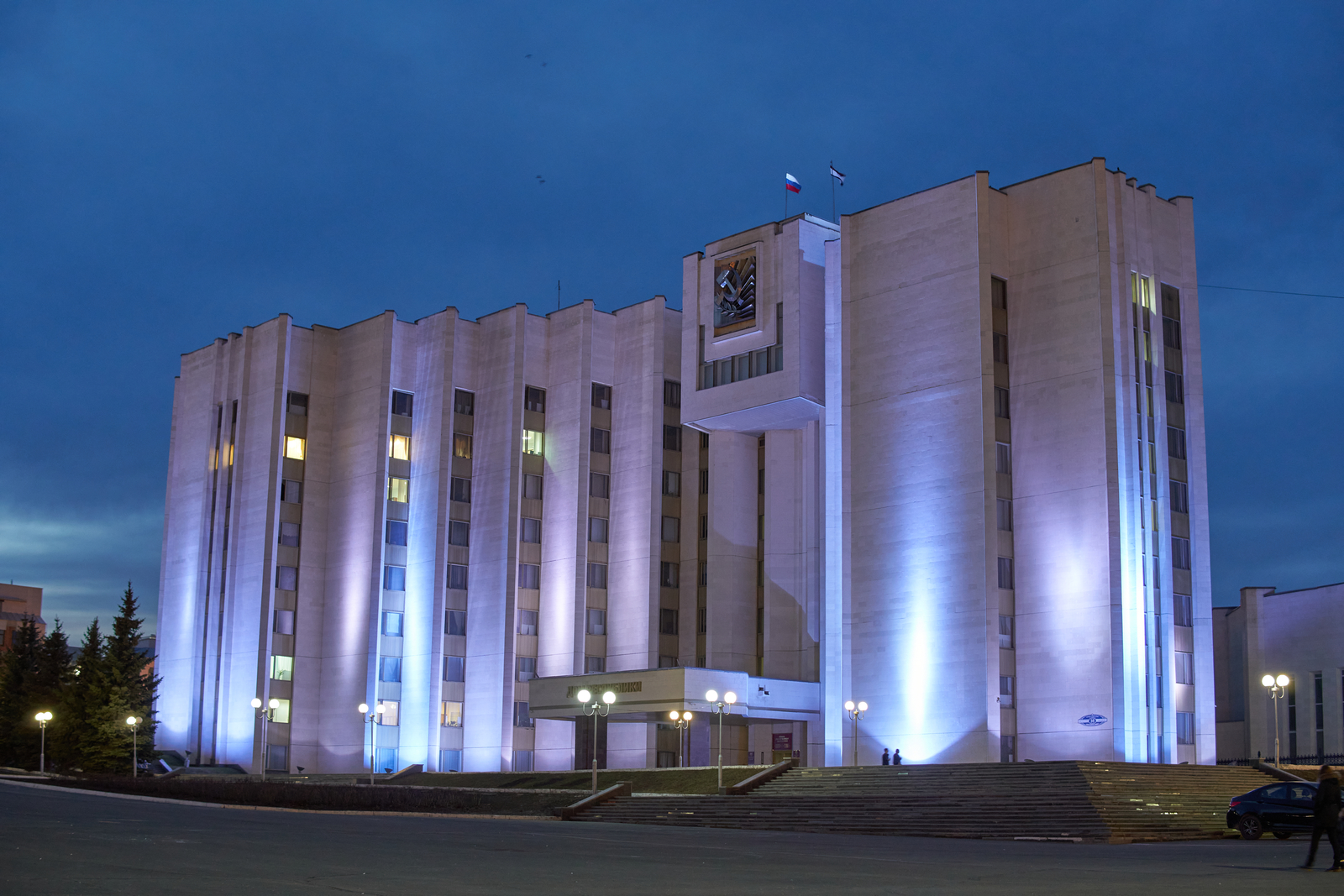
Здание Дома Республики

В состав Республики Мордовия входит 22 района и 3 города республиканского подчинения — Саранск, Рузаевка и Ковылкино.
1. Ардатовский район
2. Атюрьевский район
3. Атяшевский район
4. Большеберезниковский район
5. Большеигнатовский район
6. Дубёнский район
7. Ельниковский район
8. Зубово-Полянский район
9. Инсарский район
10. Ичалковский район
11. Кадошкинский район
12. Ковылкинский район
13. Кочкуровский район
14. Краснослободский район
15. Лямбирский район
16. Рузаевский район
17. Ромодановский район
18. Старошайговский район
19. Темниковский район
20. Теньгушевский район
21. Торбеевский район
22. Чамзинский район

Мокшане составляют большинство в Атюрьевском (90,27 %), Торбеевском (62,55 %), Старошайговском (59,48 %), Зубово-Полянском (52,14 %) и Ковылкинском (51,72 %) районах.
Эрзяне — в Кочкуровском (92,14 %), Дубёнском (86,4 %), Атяшевском (84,72 %), Большеигнатовском (83,47 %), Ардатовском (57,85 %) и Большеберезниковском (56,84 %) районах.
В остальных районах, включая городской округ Саранск, большинство населения составляют русские.

## Населённые пункты
В Мордовии насчитывается 7 городов, 13 посёлков городского типа и 1250 сельских населённых пунктов.
Населённые пункты с численностью населения более 5000 чел (2020):
- Саранск — 314 871
- Рузаевка — 42 989
- Ковылкино — 19 793
- Комсомольский — 11 255
- Зубова Поляна — 10 996
- Чамзинка — 9 464
- Ромоданово — 9 139
- Луховка — 9 036
- Торбеево — 8 970
- Краснослободск — 8 910
- Ардатов — 8 857
- Лямбирь — 8 346
- Инсар — 7 920
- Темников — 6 451
- Ялга — 6 442
- Большие Березники — 6 077
- Атяшево — 6 046
- Явас — 5 849
- Ельники — 5 247

## Власть
Основной закон — Конституция Республики Мордовия.
В 1991 году в Мордовии был учреждён, подобно некоторым другим бывшим автономным республикам РСФСР (на «волне» суверенизации), пост президента.
На всенародных выборах в том же году президентом был избран физик по образованию, старший научный сотрудник Института силовой электроники Василий Гуслянников, возглавлявший на тот момент республиканское отделение политического движения Демократическая Россия.
В 1993 году Верховный Совет Мордовии ликвидировал пост президента, на основании чего В. Гуслянников был смещён с этого поста. Гуслянников обжаловал действия высшего законодательного органа республики в Конституционном Суде России, однако Конституционный Суд признал их соответствующим Конституции России.
В сентябре 1995 года Главой Республики Мордовия был избран Николай Меркушкин, занимавший с января 1995 года пост председателя Государственного собрания Мордовии. Н. Меркушкин одерживал победу на выборах главы республики также в 1998 и 2003 годах. Несмотря на то, что третий срок Меркушкина истекал в 2008 году, он поставил перед президентом России вопрос о доверии, который был решён в пользу действующего главы Мордовии и он остался на четвёртый срок.
10 мая 2012 года Н. И. Меркушкин покинул пост Главы Республики Мордовия в связи с его отставкой и единовременным назначением временно исполняющим обязанности губернатора Самарской области. Временным исполняющим обязанности Главы Республики Мордовия назначен Владимир Волков. 14 мая 2012 года Государственное собрание Республики Мордовия утвердило Владимира Волкова на посту Главы Республики Мордовия. 18 ноября 2020 года временно исполняющим обязанности главы Республики Мордовия назначен Здунов Артём Алексеевич.
Председателем Правительства Республики Мордовия с 2012 по 2021 год являлся Владимир Сушков. На 53-й сессии Госсобрания РМ, состоявшейся 26 февраля 2021 года, было объявлено об отставке правительства Республики Мордовия.
В Республике Мордовия действуют региональные представительства основных политических партий: «Единая Россия», КПРФ, «ЛДПР, Справедливая Россия», «Яблоко», «Правое дело». В парламенте республики — Государственном Собрании РМ — представлены депутаты от «Единой России» и КПРФ. Тем не менее, другие политические силы имеют возможность публичной работы, например, в Общественной Палате Мордовии.

## Экономика
В 2016 году положительная динамика отмечена во всех отраслях экономики, в том числе в промышленности, сельском хозяйстве, строительстве. Выросли инвестиции в основной капитал, увеличивается интерес к республике со стороны иностранных инвесторов. Впечатляющих результатов достигли аграрии Мордовии — рост производства в отрасли составил 112 процентов. Впервые предприятия перерабатывающей промышленности сравнялись по объёмам производства с крупной промышленностью.
Объёмы работ в строительной отрасли республики выросли на 15 процентов и превысили 27 млрд рублей. Во многом этому способствовала запущенная в Мордовии беспрецедентная программа льготной ипотеки под 5 процентов годовых. Программа доказала свою эффективность, уникальными условиями воспользовались уже 2 тысячи человек, тем самым в строительную отрасль республики было дополнительно инвестировано около 4 млрд рублей.
В 2016 году средняя зарплата по республике выросла на 7 процентов, а инфляция составила 5,5 %.
За счёт активной модернизации действующих и создания новых современных производств республика добилась результатов в инновационном развитии. Мордовия вошла в число регионов-лидеров в стране по доле инновационной продукции в общем объёме промышленной продукции, которая сегодня превышает 28 %. Это практически вдвое выше, чем в среднем по стране.
Через республику проходят транспортные магистрали, связывающие Москву с Поволжьем, Уралом и Сибирью. Столица Мордовии — город Саранск — стала одним из городов, которые приняли матчи чемпионата мира по футболу в 2018 году.
Выращивают зерновые (59,3 % посевных площадей), кормовые культуры (32,4 %), картофель и овощи (4,4 %), и технические культуры (4 %). Имеется мясо-молочное скотоводство и птицеводство; разводят также свиней, овец и коз.
По итогам 2011 года Саранск был признан победителем на звание «Самое благоустроенное городское (сельское) поселение России» среди городов I категории. Конкурсная комиссия оценивала муниципальные образования по 60 критериям, главные среди которых — благоустройство и развитие инфраструктуры. Саранск участвовал в конкурсе с 2004 года, 4 раза становился обладателем диплома II степени и 2 раза — III степени.
В 2012 году Саранск занял второе место в рейтинге Всемирного банка «Ведение бизнеса в России». Результаты субнационального исследования Всемирного банка и Международной финансовой корпорации (IFC) были представлены 21 июня 2012 года. Рейтинг Doing business (инвестиционной привлекательности) является одним из основных, которым пользуются инвесторы при принятии решений об инвестировании в экономику страны или региона. Итоги исследования, содержащие сравнительный анализ регулирования предпринимательской деятельности в 30 городах России, показали, что зарегистрировать фирму, получить разрешения на строительство, подключиться к электросетям и оформить право собственности проще именно в столице Мордовии.

### Полезные ископаемые
- Алексеевское месторождение цементного сырья — применяемого на заводах ОАО «Мордовцемент» в Чамзинском районе.
- Месторождение фосфоритов, горючих сланцев и незначительное железных руд.
- Атемарское месторождение известняка

### Промышленность
Основными отраслями промышленности Мордовии являются машиностроение и металлообработка. Также развиты чугунолитейное производство, химическая и нефтехимическая промышленность, лёгкая и пищевая промышленность. Энергетика основана на использовании тепловых электростанций. По данным 2016 года, доля инновационной продукции в общем объёме отгруженной продукции составила до 30 процентов. Ведущие промышленные предприятия Мордовии входят в число лучших предприятий Приволжского федерального округа и России, тесно сотрудничают с зарубежными партнёрами. Функционирует Саранский филиал пивоваренной корпорации «САН ИнБев», филиал группы компаний Danone-Юнимилк «Молочный комбинат „Саранский“»
| - Предприятие «Лисма»; - Саранский завод «Резинотехника»; - Рузаевский стекольный завод; - Рузаевский завод химического машиностроения; - Саранский завод автосамосвалов группы ГАЗ; - Саранский вагоноремонтный завод; - Предприятие «Мордовцемент»; | - Предприятие «Магма»; - Предприятие «Лато»; - Завод «Сарансккабель»; - Предприятие «Электровыпрямитель»; - Вагоностроительная компания Мордовии; - Саранский приборостроительный завод; |

### Энергетика
По состоянию на начало 2020 года, на территории Мордовии эксплуатировались 13 тепловых электростанций общей мощностью 433,5 МВт. В 2019 году они произвели 1761,4 млн кВт·ч электроэнергии.

### Сельское хозяйство
На 1 января 2020 года численность сельского населения 285 663 человек, около 36% населения Республики Мордовия.
По природно-климатическим условиям Мордовия относится к Средневолжскому (7) региону, наряду с Пензенской, Самарской, Ульяновской областями и Татарстаном. Сельское хозяйство — одна из главных отраслей материального производства республики.

#### Животноводство
По производству яиц, молока и мяса крупного рогатого скота на душу населения регион находится на первом месте в России.
В январе-декабре 2021 г. в хозяйствах всех категорий произведено скота и птицы на убой (в живом весе) 390,9 тыс. тонн, молока — 484,2 тыс. тонн, яиц — 1555,3 млн штук. Надой молока на одну корову в сельскохозяйственных организациях в 2021 г. составил 7610 килограмм (в 2020 г. — 7397 килограмм), яйценоскость одной курицы-несушки составила 294 яйца (в 2020 г. — 303 шт.).
На 1 июля 2021 поголовье крупного рогатого скота в хозяйствах всех категорий составило 194 тыс. голов (на 2,3% меньше по сравнению с той же датой предыдущего года), из него ко-ров — 72,2 (на 0,1% меньше), поголовье свиней — 702,7 (на 33,2% больше), овец и коз — 36,8 (на 5,3% меньше).
За 2020 год произведено 473,1 тыс. тонн молока (+4,4 %).
В 2019 году средний надой молока от одной коровы 7108 кг (+404 кг), средняя яйценоскость кур-несушек 313 шт. произведено 233,7 тыс. тонн мяса в живом весе (+5,2 тыс. т), яйца — 1520,4 млн штук (+62,3 млн) (Мордовиястат)

#### Растениеводство
В 2020 году в хозяйствах всех категорий валовой сбор зерна (в весе после доработки) составил 1621,8 тыс. тонн, что на 32,2 % больше, чем в 2019 г. Валовой сбор овощей открытого и защищённого грунта увеличился на 2 %, картофеля — уменьшился на 15,3 %.
В составе зерновых и зернобобовых культур в хозяйствах всех категорий в 2020г. по сравнению с 2019 г. отмечается снижение валового сбора ячменя при росте производства пшеницы, ржи, тритикале, овса, кукурузы на зерно и зернобобовых культур.
| тыс. гектар | 1348 | 1136,9 | 984,2 | 866,2 | 740,7 | 726,1 | 751,4 |

### Энергетика
По состоянию на начало 2020 года, на территории Мордовии эксплуатировались 13 тепловых электростанций (включая крупнейшую в регионе Саранскую ТЭЦ-2 на 280 МВт) и одна малая ГЭС общей мощностью 433,8 МВт. В 2019 году они произвели 1761,4 млн кВт·ч электроэнергии.

### Транспорт
- «Историческое» направление Транссиба, крупные локомотивное депо и вагонное депо Рузаевка, вагонное депо Саранск, вагонное депо Красный Узел
- Двухпутная электрифицированная на постоянном токе линия Красный узел — Саранск — Рузаевка — Пенза

Станция Рузаевка является крупным узлом Куйбышевской железной дороги, принимающим поезда восточного направления. Фактически, сегодня Рузаевка становится частью единой агломерации с Саранском. Путь от железнодорожного вокзала Рузаевки до центра Саранска занимает 15-20 минут.
- Однопутные неэлектрифицированные линии Красный Узел — Канаш, Красный Узел — Арзамас и Кустарёвка — Вернадовка
- Аэропорт Саранск
- Участок федеральной автомобильной дороги М5 «Урал» с подъездом к г. Саранск.
- Федеральные автодороги Р178 Саранск — Сурское — Ульяновск, Р158 Нижний Новгород — Арзамас — Саранск — Исса — Пенза — Саратов
- Нефтепродуктопровод Пенза — Саранск
- Сеть магистральных газопроводов в том числе крупнейший Уренгой — Помары — Ужгород, компрессорные станции в посёлках Барашево и Явас, пгт Торбеево
- Участки дальнемагистральной ЛЭП Москва — Жигулёвская ГЭС и магистральной Пенза — Арзамас
- Региональные и межмуниципальные автомобильные дороги.

### Бюджет, кредитные рейтинги
Рейтинговое агентство АКРА в 2017 году присвоило Мордовии кредитный рейтинг на уровне BB+, который дважды подтверждался в 2018 году, а затем в конце того же года был понижен до B(RU). На новом уровне рейтинг подтверждался два раза в год (2019-2021), а затем был в 2021 повышен до BB(RU). На этом уровне рейтинг был подтверждён два раза в 2022 году, затем повышен до BB+(RU) в 2023 (подтверждался два раза в год в 2023-2024). В 2025 повышен до BBB-(RU) и подтверждён на этом уровне.

## Культура

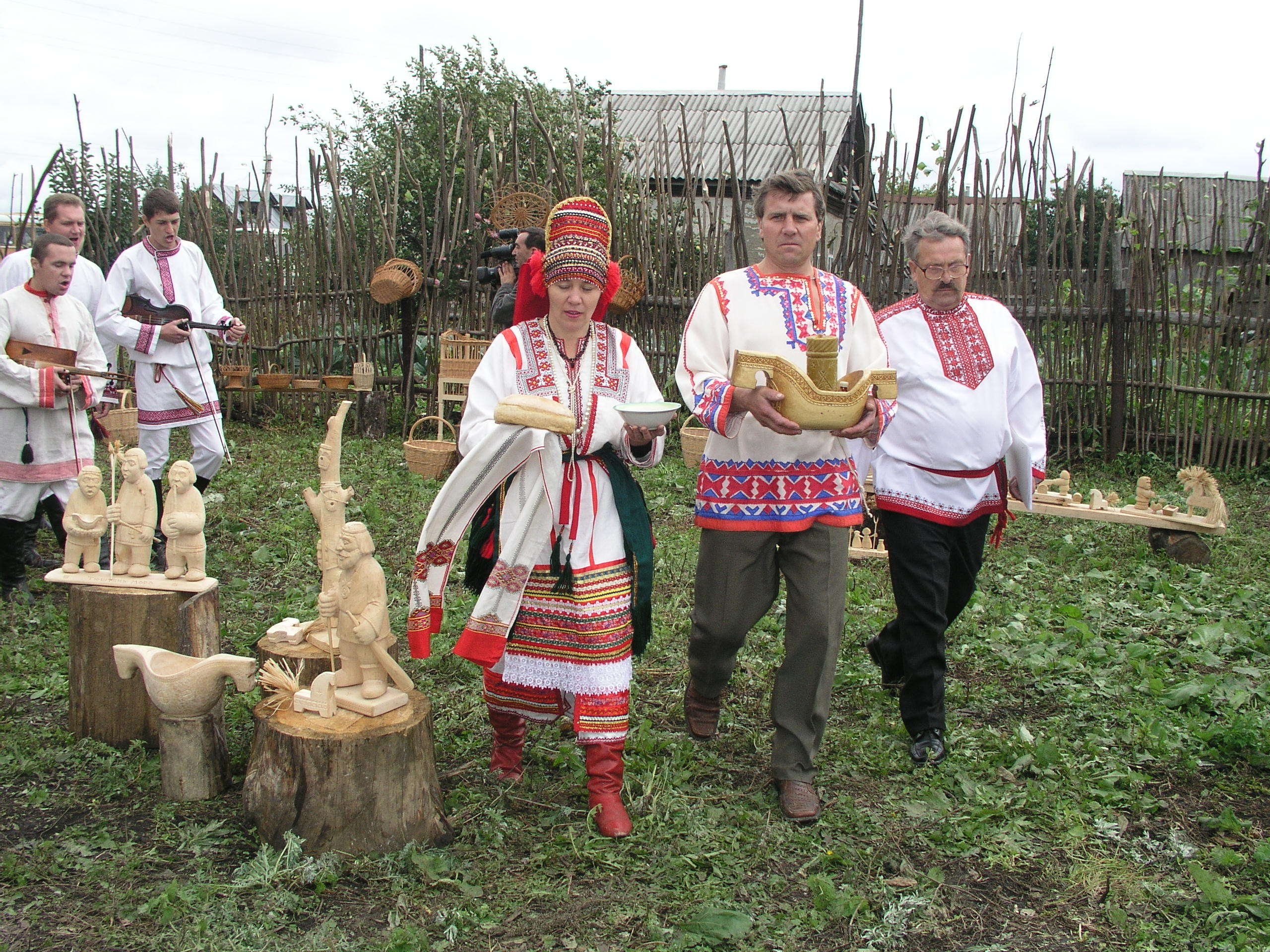
Этнографический музей в Мордовии

Самый первый в Мордовии музей был открыт в городе Темников при поддержке местных дворян (среди меценатов были потомки адмирала Ушакова, родные бабушка и дедушка писателя Куприна, потомки металлургов Демидовых и др.) Музейные фонды насчитывали более 3 тысяч экспонатов. В 1956 году музей закрыли (примерно в это же время разрушили все, кроме одной, темниковские церкви), экспонаты были переданы Республиканскому краеведческому музею.
Современные крупнейшие музеи: Мордовский республиканский объединенный краеведческий музей с 9 филиалами в районах республики, Мордовский республиканский музей изобразительных искусств имени С. Д. Эрьзи с 3 филиалами, Темниковский историко-краеведческий музей имени адмирала Ф. Ф. Ушакова, Музей боевого и трудового подвига c филиалом — музеем А. И. Полежаева. Кроме государственных, в республике имеется более ста небольших музеев на общественных началах, в том числе созданные при образовательных учреждениях, некоторых предприятиях.
Крупнейшая библиотека республики — Национальная библиотека имени Пушкина. В составе ФГБУ ВПО «Мордовский государственный университет им. Н. П. Огарёва» имеется так же крупнейшая Научная библиотека им. М. М. Бахтина. М. М. Бахтин — виднейший русский философ и мыслитель, теоретик европейской культуры и искусства. Жил и работал в Саранске.

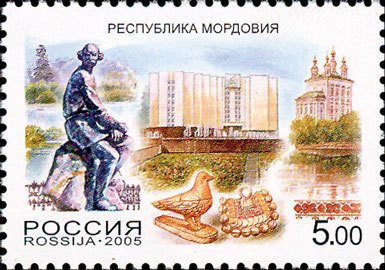
Дом Республики, Санаксарский монастырь, памятник скульптору С. Д. Эрьзя в Саранске, декоративно-прикладное искусство Мордовии, река Мокша на почтовой марке России 2005 года, посвящённой Республике Мордовия

В начале XX века мировую известность получил скульптор Степан Дмитриевич Эрьзя, взявший свой псевдоним от названия мордовской народности «эрзя». Значение его творчества широко пропагандируется в республике, поскольку в своих работах он уделял значительное внимание в том числе и мордовской культуре.
Известность в Мордовии получил композитор Леонид Иванович Воинов. Его именем названы улицы в Саранске и Темникове, музыкальные школы в Саранске и Темникове, оркестр русских народных инструментов.
В России известен Государственный театр кукол Республики Мордовия. Основной репертуар театра — народные сказки.
Национальная эрзянская и мокшанская культура представлена несколькими популярными исполнителями, исполняющими современные песни на мокшанском и эрзянском языке, а также несколькими коллективами, исполняющими традиционную музыку. Среди них выделяется группа Торама, основанная в 1990 году Владимиром Ромашкиным. Исполнители мокшанских и эрзянских песен представляют свой репертуар в республике, а также на посвящённых финно-угорской культуре мероприятиях в России и за рубежом.
Денежные средства на создание киностудии в городском округе Саранск не предусмотрены.

### Центр финно-угорского мира
Республика Мордовия является одним из признанных центров финно-угорского мира. С июля 2002 года в Саранске располагается центральный офис Ассоциации финно-угорских народов России.
В 2006 году по поручению президента Российской Федерации В. В. Путина и при участии Министерства регионального развития РФ в Мордовии создан «Поволжский центр культур финно-угорских народов». Его структурным подразделением является Межрегиональный научный центр финно-угроведения Мордовского государственного университета имени Н. П. Огарёва, в котором функционирует сектор культуры на базе Института национальной культуры МГУ имени Н. П. Огарёва. В Саранске издаются научный журнал «Финно-угорский мир» и «Финно-угорская газета», которые тиражируются как в России, так и за рубежом.
В июле 2007 года в Саранске прошёл международный фестиваль «Шумбрат, Финно-Угрия!», в котором приняли участие около 3 000 представителей финно-угорских народов со всей России и стран зарубежья. В 2009 году в республике прошёл IV съезд финно-угорских народов Российской Федерации.
В августе 2012 года в Республике Мордовия прошло празднование Тысячелетия единения мордовского народа с народами Российского государства — событие, имевшее всероссийское значение.

## Образование
В республике с 1960-х годов постепенно сокращалось число школ с преподаванием мордовских языков: в 1960/61 учебном году их было 550, к 1988/89 их осталось 319. В 1990-е годы произошло резкое увеличение числа учеников, изучающих эрзянский язык как предмет в государственных и муниципальных школах республики: в 1990 году их было 5802, а в 2000 году уже 7640. Напротив, количество детей, изучающих мокшанский язык, сократилось с 10774 до 7495. В 2010 году из 419 школ в 161-й обучение велось на родном (нерусском) языке: в 137 школах — на одном из мордовских языков, в 24 — на татарском. В остальных школах мордовские языки преподавались в 2010 году в начальных классах.
В республике Мордовии 9 высших учебных заведений.
- Мордовский государственный университет имени Николая Платоновича Огарёва. Основан 1 октября 1931 года как Педагогический институт, 2 октября 1957 года был преобразован в университет. В настоящее время насчитывает 10 факультетов и 7 институтов. Всего в МГУ обучаются около 25000 студентов. Является крупнейшим классическим вузом Поволжья. Занимает 42 место в рейтинге классических университетов и 13 место в рейтинге вузов, готовящих кадры страны для высших эшелонов власти. В 2010 году получил категорию «Национальный исследовательский университет».

2 марта 2014 года в Информационно-ситуационном центре МГУ им. Н. П. Огарёва состоялся круглый стол, итогом работы стало открытие в Мордовии регионального отделения Всероссийского Межнационального Союза Молодёжи
- Мордовский государственный педагогический институт имени Макара Евсевьевича Евсевьева. Основан 30 июня 1962 года. В настоящее время насчитывает 9 факультетов. Обучаются около 6000 студентов. В рейтинге Рособразования в 2004 году институт занял 36 место среди 78 педагогических вузов.
- Саранский кооперативный институт Российского университета кооперации. Основан 23 сентября 1976 года. В СКИ РУК обучаются около 7000 студентов. Саранский кооперативный институт осуществляет трёхступенчатую подготовку: лицей — техникум — вуз. Кооперативный техникум готовит специалистов среднего звена по 5 специальностям, высшее образование ведётся по 4 специальностям. В 2005 году вуз стал дипломантом конкурса «Лучшие товары Мордовии» в номинации «Услуги».
- Мордовский гуманитарный институт. Институт начал свою работу 19 ноября 1993 года как филиал Московского экстерного гуманитарного университета. С 1994 года функционирует как самостоятельное учреждение высшего профессионального образования. В настоящее время в ВУЗе обучаются около 2000 человек. Подготовка специалистов ведётся по 3 специальностям на 9 кафедрах. В апреле 2004 года институт был награждён международной наградой ассоциации «Global Resources Management» «Золотой слиток» как наиболее устойчиво работающее предприятие России и Восточной Европы.
- Рузаевский институт машиностроения (филиал) Мордовского государственного университета им. Н. П. Огарёва.
- Саранский филиал Современной гуманитарной академии.
- Средне-Волжский (г. Саранск) филиал Российской правовой академии Министерства юстиции РФ.
- Филиал Волго-Вятской академии государственной службы в Саранске.
- Филиал Самарской государственного университета путей сообщения в Рузаевке.
- Саранская духовная семинария.

Мордовия является одним из 15 регионов, в которых с 1 сентября 2006 года был введён в качестве регионального компонента образования предмет Основы православной культуры.

## Религия
На территории Мордовии представлены основные мировые религии: христианство, ислам, буддизм, иудаизм и др. Большинство жителей республики исповедуют православие. Регион представлен 3 епархиями: Саранская, Краснослободская и Ардатовская. Правящий архиерей — Митрополит Саранский и Мордовский Зиновий. Центральный собор Саранска — Кафедральный собор святого праведного воина Феодора Ушакова.
На территории республики находятся древние монастыри, ставшие местом паломничества для тысяч людей со всей страны. Мужские монастыри республики: Санаксарский монастырь (г. Темников), Иоанно-Богословский (с. Макаровка), Свято-Троицкий (с. Б. Чуфарово), Александро-Невский (с. Кимляй); женские: Параскево-Вознесенский (с. Пайгарм), Свято-Тихвинский (с. Курилово), Свято-Ольгинский (г. Инсар). В Мордовии действуют 3 духовных управления мусульман — Духовное управление мусульман Республики Мордовия, Региональное Духовное управление мусульман Мордовии и Центральное Духовное управление мусульман Мордовии.

## Спорт
В мае 2010 года между Республикой Мордовия и Министерством спорта, туризма и молодёжной политики РФ было подписано соглашение о сотрудничестве, которое предусматривает взаимодействие по развитию в регионе 22 видов спорта. Мордовия определена как базовый центр для развития 7 летних и 3 зимних «опорных» олимпийских видов спорта. В 2013 году планируется довести их количество до 22.
На заседании Совета по физкультуре и спорту при Президенте Российской Федерации Республика Мордовия была названа в числе четырёх лучших по развитию массового физкультурного движения регионов страны.
В список мордовских спортсменов-кандидатов в спортивные сборные команды России входят 112 человек. К Лондонской олимпиаде Мордовия подготовила 150 спортсменов по различным видам спорта. В расчёте на 100 000 жителей Мордовия выставляет более 18 спортсменов-сборников. В составе символической Мордовской сборной — большое число победителей и призёров самых престижных соревнований. В неё входят 3 Чемпиона и 3 призёра Олимпийских игр, 27 Чемпионов мира, 20 Чемпионов Европы, 21 обладатель Кубка мира и Европы, 19 победителей Первенств Европы и мира. В числе лучших — олимпийские чемпионы Алексей Мишин, Ольга Каниськина, Валерий Борчин, призёр олимпиад Денис Нижегородов. На молодёжном и взрослом уровнях мордовская спортивная школа имеет победы Станислава Емельянова, Татьяны Шемякиной, Алексея Барцайкина, Вячеслава Пахомова, Алексея Юфкина и многих других.
Среди спортсменов, переехавших в Мордовию из других регионов страны, — метательница диска Дарья Пищальникова, легкоатлет Юрий Борзаковский, толкательница ядра Анна Авдеева. С августа 2011 года в Мордовии работает ведущий пермский тренер по фигурному катанию Людмила Калинина. Вместе с ней переехали и некоторые её воспитанники. В их числе — призёры чемпионата Европы, участники Олимпийских игр Вера Базарова и Юрий Ларионов.

### Спортсмены Мордовии на Олимпиаде 2012 года
На Олимпиаде 2012 года в Лондоне представители Мордовии стали обладателями пяти наград. В спортивной ходьбе медали добыли воспитанники мордовской школы спортивной ходьбы под руководством заслуженного тренера России Виктора Чёгина. «Золото» завоевали Елена Лашманова на дистанции 20 км и Сергей Кирдяпкин на дистанции 50 км. «Серебро» — у Ольги Каниськиной. Две медали оказались в активе спортсменов школы высшего спортивного мастерства. Метательница диска Дарья Пищальникова своим «серебром» открыла счёт наградам для Мордовии, а бегунья Екатерина Поистогова завершила его «бронзой».
На Паралимпийских играх 2012 года в Лондоне мордовский легкоатлет Евгений Швецов стал трёхкратным чемпионом в беге на 100, 400 и 800 метров. При этом на всех трёх дистанциях он установил новые мировые рекорды.

## СМИ
Первая газета на территории Мордовии вышла в 1906 году, когда в Саранске начала выходить газета «Мужик». Сегодня Мордовии зарегистрировано около 100 печатных средств массовой информации; функционируют филиалы крупных российских газет.
В республике издаётся 1 ежедневная газета — «Известия Мордовии» (выходит по вторникам, средам и пятницам) и еженедельники «ProГород», «Столица С», «Вечерний Саранск», «Мордовия», «Республика молодая», «Сельская газета», «ТВ-неделя», «Телесемь», «Мокшень правда», «Эрзянь правда», «Юлдаш- Спутник». Также издаются 22 районные газеты.

### Печатные издания

#### Газеты
- «Вечерний Саранск»;
- «Голос Мордовского университета»;
- «Из рук в руки»;
- «Известия Мордовии»;
- «Мокшень правда» — на мокшанском языке;
- «Республика молодая»;
- «Столица С»;
- «Шестой номер»;
- «Эрзянь Мастор» — на эрзянском языке;
- «Эрзянь правда» — на эрзянском языке;
- «Сельская газета»
- «Юлдаш» («Спутник») — на татарском языке;
- «Информагро» — отраслевая газета;
- «ЗиЛ - Земля и Люди»

#### Журналы
- «Деловой мир»;
- «Интеграция образования»;
- «Регионология»;

### Телевидение
В республике работают три региональных телеканала — филиал ВГТРК «Россия», частный «Телесеть Мордовии» (10 канал) и Народное Телевидение Мордовии (НТМ). Так же существует 12 ТВК «Саранское телевидение», являющееся городским каналом.
Кроме того в Саранске при Мордовском Государственном Университете им. Н. П. Огарёва, действует Огарев-ТВ, который транслирует вещание внутри университета, а также в формате интернет-телевидения.

### Интернет-издания
В республике действуют 3 региональных информационных агентства «Вестник Мордовии» (http://vestnik-rm.ru), «MordovMedia» (http://www.mordovmedia.ru) и «Инфо-РМ» (http://info-rm.com). В формате информационного агентства работает также интернет-портал Сайт органов государственной власти Республики Мордовия (e-mordovia.ru). Среди независимых интернет-изданий региона можно выделить портал «Городские рейтинги» (http://cityratings.ru/) и интернет-газету «Законовест» (https://zakonovest.ru).